# Liste der Monuments historiques in Oberlarg
Die Liste der Monuments historiques in Oberlarg führt die Monuments historiques in der französischen Gemeinde Oberlarg auf.

## Liste der Bauwerke
| Bezeichnung         | Beschreibung | Standort                     | Kennzeichnung | Schutzstatus | Datum | Bild           |
| ------------------- | --- | ---------------------------- | ------------- | ------------ | ----- | -------------- |
| La Vacherie         | Bauernhof, 18. und 19. Jahrhundert; Scheune bezeichnet 1784                                                                                | südlich des Ortes (Lage)     | PA68000051    | Inscrit      | 2007  |                |
| Château de Morimont | Ruine einer Spornburg, ab der Mitte des 12. Jahrhunderts; Anfang des 16. Jahrhunderts zur repräsentativen Festung ausgebaut; 1637 zerstört | südwestlich des Ortes (Lage) | PA00085570    | Classé       | 1841  | weitere Bilder |